# 阿杜 (名)

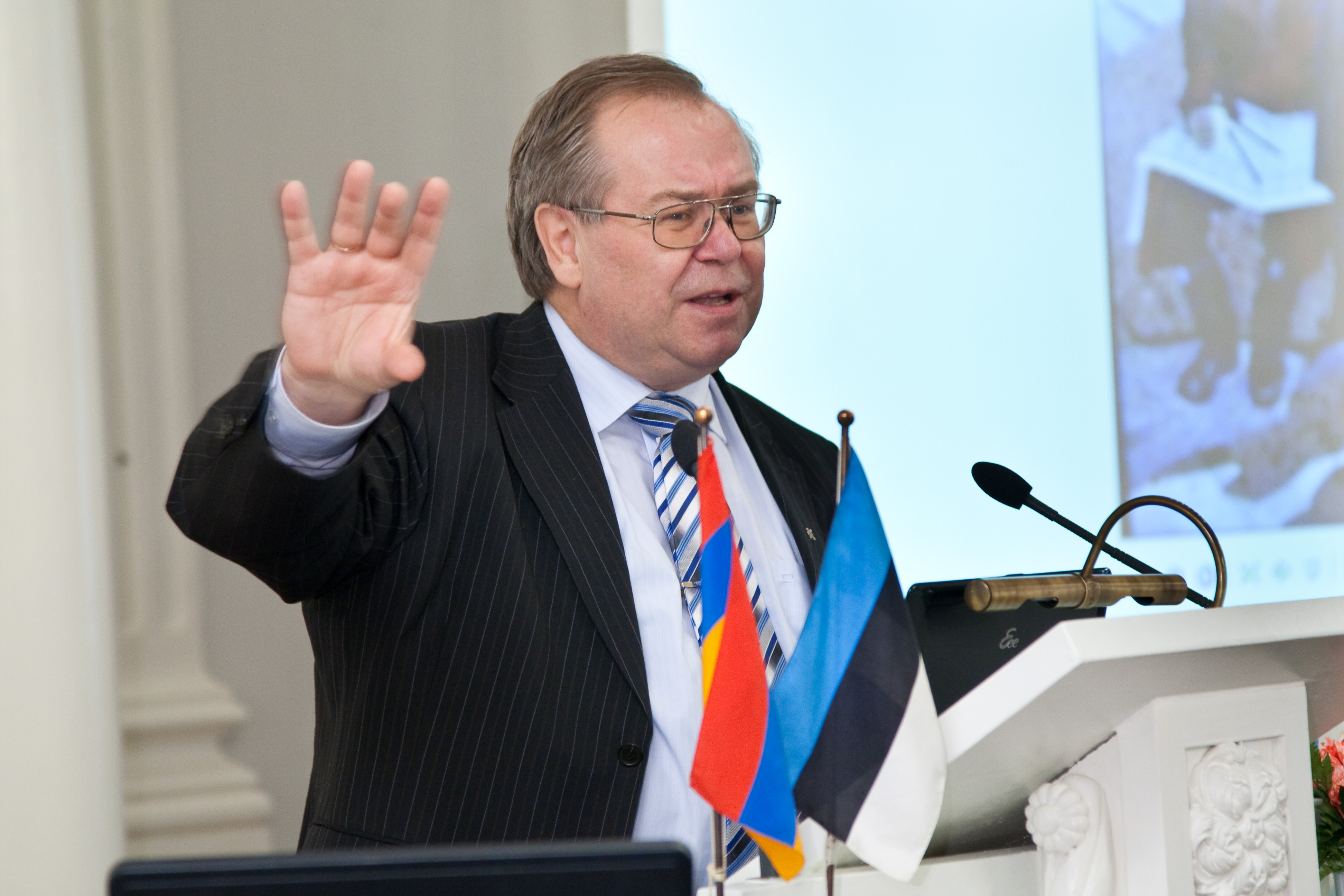
阿杜·穆斯特

阿杜是使用于爱沙尼亚的爱沙尼亚语男性名。
阿多是阿杜一名的变体。它们也都是男性名亚当和阿道夫的变体。
以下以下知名人物使用此名：
- 阿杜·比尔克，或称阿多·比尔克（1883年11月14日-1942年2月2日），爱沙尼亚政治家。
- 阿杜·欣特（1910年1月10日-1989年10月26日），爱沙尼亚作家。
- 阿杜·卢卡斯（1939年9月24日-2006年10月7日），爱沙尼亚商人和体育人士。
- 阿杜·吕斯（1878年11月16日-1967年2月12日），爱沙尼亚儿科医生和医学家。
- 阿杜·穆斯特（1951年3月25日-），爱沙尼亚历史学家和政治家。